# The Orville
The Orville est une série télévisée américaine créée par Seth MacFarlane diffusée entre le 10 septembre 2017 et le 25 avril 2019 sur le réseau Fox et en simultané sur Citytv au Canada. Sa troisième saison est diffusée sur le service Hulu.
En France et en Suisse, la série est diffusée à partir du 1er octobre 2018 sur Warner TV. En France et en Belgique, la série est disponible depuis le septembre 2021 sur Disney+.
Le titre de la série est un hommage au pionnier américain de l'aviation Orville Wright.

## Synopsis
Au 25e siècle, la Terre fait partie de l'Union Planétaire : une civilisation étendue, avancée et surtout pacifique, possédant une flotte de 3 000 vaisseaux. Parmi eux, l'USS Orville, un vaisseau spatial dirigé par le capitaine nouvellement nommé Ed Mercer. Celui-ci se fait imposer comme second son ex-femme, qu'il tentait d'oublier depuis leur rupture.

## Distribution

### Acteurs principaux
- Seth MacFarlane (VF : Emmanuel Curtil) : Capitaine Ed Mercer
- Adrianne Palicki (VF : Noémie Orphelin) : Commander Kelly Grayson
- Penny Johnson Jerald (VF : Annie Milon) : Dre Claire Finn
- Scott Grimes (VF : Antoine Schoumsky) : Lieutenant Gordon Malloy
- Peter Macon (VF : Jean-Jacques Nervest) : Lieutenant-commander Bortus
- Halston Sage (VF : Joséphine Ropion) : Lieutenant Alara Kitan, Chef de la sécurité (saisons 1 et 2)
- J. Lee (en) (VF : Mike Fédée) : Lieutenant, puis Lieutenant-Commandeur John LaMarr
- Jessica Szohr (VF : Marie Bouvier) : Lieutenant Talla Keyali, Chef de la sécurité (depuis la saison 2)
- Mark Jackson (en) (VF : Cyrille Artaux) : Isaac
- Chad Coleman (VF : Thierry Desroses) : Klyden

### Acteurs récurrents
- Norm Macdonald (VF : Yann Le Madic) : Yaphit (voix)
- Larry Joe Campbell (VF : Jean-François Aupied) : Steve Newton, Ingénieur en chef
- Rachael MacFarlane : L'ordinateur de bord (voix)
- Ron Canada (en) (VF : Benoît Allemane) : Amiral Tucker
- BJ Tanner (VF : Catherine Desplaces) : Marcus Finn
- Kai Wener (VF : Gwenaëlle Jegou) : Ty Finn
- Mike Henry (VF : Franck Capillery) : Dann
- Kyra Santoro : Jenny Turco
- Chris J. Johnson (en) (VF : Damien Ferrette) : Cassius (depuis la saison 2)
- Blesson Yates : Topa (depuis la saison 2)
- Ted Danson (VF : Hervé Jolly) : Amiral Perry (saisons 2 et 3)
- Anne Winters (VF : Céline Legendre-Herda) : Charly Burke (saison 3)

### Invités
- Brian George (VF : Mostéfa Stiti) : Dr Aronov
- Victor Garber (VF : Gabriel Le Doze) : Amiral de la Flotte Halsey
- Kelly Hu (VF : Ivana Coppola): Amiral Osawa
- Jeffrey Tambor (VF : Gérard Darier) : Ben Mercer
- Robert Knepper (VF : Christian Visine) : Hamelac
- Liam Neeson (VF : Frédéric van den Driessche) : Capitaine Jahavus Dohral
- Charlize Theron (VF : Barbara Kelsch) : Pria Lavesque[6]
- Michaela McManus (VF : Françoise Cadol) : Teleya / Janel Tyler
- James Horan (VF : Michel Vigné) : Sazeron
- Giorgia Whigham (VF : Zina Khakhoulia) : Lysella
- Steven Culp (VF : Georges Caudron) : Wilks
- Brian Thompson (VF : Patrick Borg) : Drogen
- Rob Lowe (VF : Bruno Choël) : Darulio
- Robert Picardo (VF : Benard Demory) : Ildis Kitan
- Molly Hagan (VF : Brigitte Aubry) : Drenala Kitan
- Jason Alexander : Olix
- Patrick Warburton (VF : Bernard Bollet) : Lieutenant Tharl
- Candice King (VF : Fily Keita) : Solana Kitan
- John Billingsley (VF : Daniel Lafourcade) : Cambis Borrin
- Bruce Willis : Groogen (voix)
- Graham Hamilton (VF : Mathias Kozlowski) : Kaylon Prime
- Leighton Meester (VF : Laëtitia Godès) : Laura Huggins
- Marina Sirtis : une enseignante
- F. Murray Abraham (VF : Féodor Atkine) : Chairman
- Tony Todd : Représentant Moclan
- J. Paul Boehmer (en) : Ambassadeur Navarian

- Dolly Parton (saison 3 épisode 8) : Elle-même
Version française
  - Société de doublage : VF Productions
  - Direction artistique : Yann Le Madic
  - Adaptation des dialogues : Pierre Valmy, Matthias Delobel, Guérine Regnaut et Agnès Pauchet

Source VF : Doublage Série Database

## Production
Le 4 mai 2016, le réseau Fox a commandé directement treize épisodes sans réaliser de pilote. L'attribution des rôles a débuté à la fin juillet 2016 avec Adrianne Palicki et Scott Grimes, Peter Macon et J. Lee (en), Halston Sage et Penny Johnson Jerald et Mark Jackson.
Après le tournage du premier épisode, Chad Coleman et Larry Joe Campbell ont obtenu des rôles récurrents.
Le 2 novembre 2017, la série est renouvelée pour une deuxième saison, et il est annoncé que le treizième épisode de la série est réaffecté à la deuxième saison.
Le 11 mai 2019, la série est renouvelée pour une troisième saison. Le 20 juillet 2019, il est annoncé que la série est déplacée sur Hulu.
À la suite de la crise sanitaire due à la pandémie de Covid-19, la production de la saison 3 a été arrêtée à mi-chemin. Le tournage devait reprendre en décembre pour une sortie en 2022.
Le 8 août 2024, l'acteur Scott Grimes a annoncé que la 4e saison commencerait la préproduction au début 2025.

## Épisodes

### Première saison (2017)
1. Les Vieilles Blessures (Old Wounds)
2. Capitaine Alara (Command Performance)
3. Question de genre (About a Girl)
4. Perdus dans l'espace (If the Stars Should Appear)
5. Jalousie (Pria)
6. Infiltration (Krill)
7. Une démocratie totale (Majority Rule)
8. Repli spatial (Into the Fold)
9. Une visite inattendue (Cupid's Dagger)
10. Hallucinations (Firestorm)
11. Intelligence cachée (New Dimensions)
12. Crise de foi (Mad Idolatry)

### Deuxième saison (2018-2019)
Cette deuxième saison de quatorze épisodes est diffusée depuis le 30 décembre 2018 sur Fox.
1. Ja'loja (Ja'loja)
2. Désir primal (Primal Urges)
3. Retour au bercail (Home)
4. Une histoire de vengeance (Nothing Left on Earth Excepting Fishes)
5. Un anniversaire mémorable (All the World Is Birthday Cake)
6. Chantons sous l'Orville (A Happy Refrain)
7. Amour interdit (Deflectors)
8. Kaylon, partie 1 (Identity, Pt. I)
9. Kaylon, partie 2 (Identity, Pt. II)
10. Le Sang des patriotes (Blood of Patriots)
11. Traverser le temps (Lasting Impressions)
12. Le Sanctuaire (Sanctuary)
13. Sept Ans de réflexion (Tomorrow, and Tomorrow, and Tomorrow)
14. La route que je n'ai pas prise (The Road Not Taken)

### Troisième saison:New Horizons(2022)
Note : Pour les informations de renouvellement voir la section Production.
Elle est mise en ligne hebdomadairement depuis le 2 juin 2022 sur Hulu.
1. Le Robot galeux (Electric Sheep)
2. Les Royaumes de l'ombre (Shadow Realms)
3. Le Paradoxe de mortalité (Mortality Paradox)
4. Douce pluie apaisante (Gently Falling Rain)
5. Du genre de Topa (A Tale of Two Topas)
6. Deux fois dans une vie (Twice In A Lifetime)
7. Des tombes inconnues (From Unknown Graves)
8. Le Bleu de la nuit (Midnight Blue)
9. Les Dominos (Domino)
10. L'avenir reste à écrire (Future Unknown)

## Accueil
Diffusé après un match de football américain, le premier épisode a été vu par 8,56 millions de téléspectateurs aux États-Unis, et 624 000 téléspectateurs au Canada. Le deuxième épisode, diffusé avec 48 minutes de retard après le football américain, a été regardé par 6,63 millions de téléspectateurs aux États-Unis.
Le premier épisode de la deuxième saison a fait une audience de 5,68 millions téléspectateurs aux États-Unis.

## Parenté avec Star Trek
Concernant l'évidente parentée et inspiration de Star Trek, on peut lire cet article sur Allociné.